# Monhystrium inquilinus
Monhystrium inquilinus är en rundmaskart som beskrevs av Reimann 1969. Monhystrium inquilinus ingår i släktet Monhystrium och familjen Monhysteridae. Inga underarter finns listade i Catalogue of Life.